# Dikwandspoorkogelschieter
De dikwandspoorkogelschieter (Pilobolus oedipus) is een schimmel behorend tot de familie Pilobolaceae. Deze coprofiele saprotroof komt voor op uitwerpselen van paarden.

## Kenmerken
De sporen zijn dikwandig, rond tot eivormige en meten 11-13,5 x 10x12 micrometer.

## Verspreiding
In Nederland komt de dikwandspoorkogelschieter uiterst zeldzaam voor. Hij werd in juli 2020 voor het eerst gevonden als nieuwe soort voor Nederland in Landgraaf.